# Christian Poslaniec
 (avril 2024).
Christian Poslaniec, né le 28 janvier 1944 à Paris, est un écrivain français spécialiste de la littérature d'enfance et de jeunesse. Il est également concepteur d'outils pédagogiques pour l'apprentissage et le goût de la lecture. Il a été, à ce titre, chargé de recherches à l'institut national de recherche pédagogique (INRP) de 1984 à 2003.

## Biographie
Pendant ses études de lettres, à partir de 1964, il commence par publier des poèmes et des nouvelles dans des magazines et des fanzines notamment dans Atlanta ou dans Horizons du fantastique.
En 1967, il soutient à l'université de Caen un Diplôme d'Études supérieures intitulé Robert Desnos, poète créateur exemplaire, et en 1971, un Doctorat de troisième cycle : La symbolique spatio-temporelle des quatre éléments dans « Spleen et Idéal ». En 1998, à Paris XIII, il soutient une thèse d'État : L'évolution de la littérature de jeunesse de 1850 à nos jours au travers de l'instance narrative.
De 1969 à 1981, professionnellement, il enseigne successivement dans un collège, une école normale, un lycée, et y introduit chaque fois la pédagogie Freinet. Parallèlement, il participe aux instances nationales de l' ICEM (Institut Coopératif de l'École Moderne), et il est élu au Bureau National du SNPEN (Syndicat National des Professeurs d'École Normale). 
En même temps, il écrit régulièrement dans des revues telles que La gueule ouverte, La truie qui doute ou L'école des lettres.
De 1981 à nos jours[Quand ?], Christian Poslaniec participe à la concrétisation de plusieurs projets. D'abord, il fait partie de l'équipe qui, à l'initiative de Jacques Gonnet, met en place le CLEMI (Centre de Liaison de l'Enseignement et des Médias d'Information). Puis il intègre l'INRP (Institut National de la Recherche Pédagogique) où durant quinze ans, il va d'une part mener des recherches sur la lecture, les ateliers d'écriture et la littérature de jeunesse, d'autre part animer, principalement avec son équipe de chercheurs, puis avec un réseau national, un Groupement d'Intérêt Scientifique, Promolej (Promotion de la Lecture des Jeunes) associant trois ministères (l'Éducation nationale, la Culture, la Jeunesse et Sports). Ce GIS organisa notamment des dizaines de stages, d'universités d'été, de colloques, en France métropolitaine, dans les TOM-DOM et à l'étranger.
En 1989-1990, il joue un rôle important dans la mise en place du « Plan lecture », à l'initiative du ministre de l'Éducation nationale Lionel Jospin, et du Recteur Migeon, et participe depuis à la commission nationale de sélection des œuvres recommandées par le ministère, pour le cycle 3, le cycle 2 et l'école maternelle. Il a été nommé président de cette commission en 2003.
En 2003, il fait partie de l'équipe qui, à l'université du Mans, crée et anime la première maîtrise de littérature jeunesse enseignée à distance, à l'initiative de Daniel Luzzati. Cette « Malije » deviendra un master quelques années plus tard.
Durant toute cette période, Christian Poslaniec est successivement directeur de collection chez trois éditeurs. Celle de poètes contemporains « Tire-lyre », à l'école des loisirs. Puis, chez Milan, pendant onze ans, la collection « Zanzibar », où seront publiés plusieursa auteurs dont Silvina Ocampo, Bernard Friot ou Michel Cosem. Et, chez Retz, la collection théâtrale « Premiers rôles » qui publia notamment des pièces de Dominique Paquet et de Jean-Gabriel Nordmann.
En tant qu'écrivain, il a publié plus de cent livres : des essais, des romans pour adultes et enfants, des albums, des recueils de poèmes, des pièces de théâtre, des anthologies de poésie ou de nouvelles.

## Publications

### Essais
- Une journée à l'école Freinet (avec André Giroit), Retz,1985
- De la lecture à la littérature : introduction à la littérature : littérature, littérature de jeunesse, enseignement, Le Sorbier, 1992
- Dire, lire, écrire : des écrivains rencontrent des enfants (avec Nadine Brun-Cosme et Gérard Moncomble), Milan, 1993
- Littérature et Jeunesse : actes de colloque, Paris, INRP, 23, 24, 25 mars 1993, sous la direction de Christian Poslaniec, INRP, 1996
- Petites histoires de derrière le chevalet, Le chêne vert, 2000
- Vous avez dit « littérature » ?, Hachette Éducation, 2002
- Le Plaisir de lire expliqué aux parents, Retz, 2006
- Des livres d'enfants à la littérature de jeunesse, (Coll. « Découvertes Gallimard  », série Littératures (no 534), Gallimard-BNF, 2008

### Recherches
- La poésie... école de la vie : « On fait que d'écrire » ou La réconciliation, avec Claude Cohen et Françoise Lechanteur, BTR n° 36, PEMF, 1979
- Comportement de lecteur d'enfants du CM2 : profils, influence des animations, de la contrainte, compte rendu de recherche sous la direction de Christian Poslaniec, avec Nadine Brun-Cosme, Marie Paule Dessaivre, Évelyne Grellier, Thierry Houyel, Bernadette Poulou, Édith Weber, INRP, 1995
- Écrire en atelier : observation, analyse, interprétation de quatre ateliers d'écriture, compte rendu de recherche sous la direction de Christine Barré de Miniac et de Christian Poslaniec, INRP, 1999
- L'Évolution de la littérature de jeunesse, de 1850 à nos jours, au travers de l'instance narrative, Thèse d'État, Presses universitaires du Septentrion, 1999
- Réception de la littérature de jeunesse par les jeunes, compte rendu de recherche sous la direction de Christian Poslaniec, avec Marie-Paule Dessaivre, Jean-Pierre Ruellé, Édith Weber et al., INRP, 2002

### Pédagogie
- Un poète d'aujourd'hui : Jean L'Anselme, BT2 n° 86, PEMF, 1977
- Comment peut-on être poème ?, BT2 n° 94, PEMF, 1977
- Poèmes de femmes du temps présent, BT2 n° 100, PEMF, 1978
- Qu'est-ce que l'agressivité ?, BT2 n° 104, PEMF, 1978
- La violence contemporaine, BT2 n° 108, PEMF, 1979
- Ce que rêver veut dire, BT2 n° 152, PEMF, 1983
- Apprenti citoyen, (ill. Manu Boisteau), (Coll. Les petits carnets), Syros jeunesse, 1996
- Activités de lecture à partir de la littérature de jeunesse (avec Christine Houyel), (Coll. Pédagogie pratique), Hachette éducation, 2000. Rééd. 2008
- Donner le goût de lire :des animations pour faire découvrir aux jeunes le plaisir de la lecture , Sorbier, 2001
- Activités de lecture à partir de la littérature policière (avec Christine Houyel), (Coll. Pédagogie pratique), Hachette éducation, 2001. Rééd. 2008.
- Pratique de la littérature de jeunesse à l'école : comment élaborer des activités concrètes, Hachette éducation, 2003
- Dix Animations lecture au cycle 3 : CE2, CM1, CM2, sous la direction de Christian Poslaniec, (Coll. pédagogie pratique), Retz, 2005
- Comment utiliser les albums en classe ? : cycles 1, 2 et 3 (avec Christine Houyel et Hélène Lagarde), (Coll. pédagogie pratique), Retz, 2005
- 10 animations lecture en bibliothèque jeunesse, sous la direction de Christian Poslaniec, (Coll. pédagogie pratique), Retz, 2007
- (Se) former à la littérature de jeunesse, (Coll. Profession enseignant), Hachette éducation, 2008
- Guide pour enseigner le conte à l'école, cycle 1, cycle 2, cycle 3 (avec Agnès Delon, Thierry Gaudin, Christine Houyel, Hélène Lagarde, Anne Le Geay, Béatrice Quazuguel, Cécile Quintin), Retz, 2008
- Aborder la poésie autrement à l'école, cycle 2 (Coll. pédagogie pratique), Retz, 2010
- Aborder la poésie autrement à l'école, cycle 3-6e (Coll. pédagogie pratique), Retz, 2011
- 80 activités pour lui donner le goût de la lecture, Nathan, 2013

### Littérature

#### Albums

##### Jeunesse
- Qui a peur des kangourous ? (avec Pascale Collange), Ed. Léon Faure, 1981
- Mademoiselle je-sais-tout , (ill. Marie Gard), (Coll. Quelle histoire), Le Sorbier, 1984
- Les Bébés de mademoiselle Je-sais-tout , (ill. Marie Gard), (Coll. Quelle histoire), Le Sorbier, 1985
- La Neige bleue de Noël , (ill. Caroline Pistinier), (Coll. Plume), Sorbier, 1989
- L'Oiseau de maman , (ill. Brigitte Beguinot), (Coll. Plume), Sorbier, 1990
- Le Jour des monstres , (ill. Claire Le Grand), (Coll. Myriades. Momes), épigones, 1994, rééd. 2001
- Pistache, (ill. Pef), (Coll. Eveil), Sorbier, 1994
- Chicotte , (ill. Didier Jean et Zad), (Coll. Lo Païs d'enfance), Rocher jeunesse, 2006

##### Ados
- Papa poule , (ill. Fernando Puig Rosado), (coll. Myriades. Maximôme), épigones, 1994, rééd. 1998
- L'Ogrionne Anorexique, (ill. Pef), Les Ed. du Ricochet, 2004

### Romans et nouvelles

#### Jeunesse
- Frédérique au pays du papiratillon rouge, (Coll. les Enfants peuvent lire aussi), Ed. Léon Faure, 1978
- Nouvelles de la terre... et d'ailleurs , (ill. Willi Glasauer), (Coll. Neuf en poche), École des loisirs, 1979
- Farfadets et Folies douces, (Coll. les Enfants peuvent lire aussi), Ed. Léon Faure, 1981
- Le Chapeau à claques , (ill. Françoise Rousset), (Coll. Neuf en poche), École des loisirs, 1982
- Les Métamorphoses de Miss Pop Corn, (Coll. Neuf en poche), École des loisirs, 1984
- Le Collectionneur d'images , (ill. Alain Millerand), (Coll. Tire lire poche), Magnard, 1986
- L'Escargot de cristal , (ill. Tino Gatagan), Bayard, 1986
- Histoires horribles… et pas si méchantes ! , (Coll. Castor poche junior), Castor poche Flammarion, 1987
- La Soupe aux canards, (ill. Pef ), (Coll. Croche patte), Syros jeunesse, 1987
- Une histoire incroyable et autres nouvelles , (Coll. LF roman), Scandéditions-La Farandole, 1987
- Le rhododendron amnésique et autres histoires à deux voix (livre-disque, voix de Réjane Niogret et Frédérique Poslaniec), Sous la lime, 2014

#### Ados
- Mai 98 , (ill. Cathy Müller), (Coll. Arc en poche), Nathan, 1993
- Le Boucher sanglant , (ill. Béatrice Tillier), (Coll. Zanzibar), Milan, 1997
- Le Chien d'outre-tombe , (Coll. Souris. Chauve-souris), Syros jeunesse, 2002
- Un amour de girafe, (Coll. Castor poche La vie en vrai), Castor poche Flammarion, 2003

### Série policière - Les aventures de Christie Spivac
- Le Treizième Chat noir, École des loisirs, 1992
- Le Douzième Poisson rouge, École des loisirs, 1998, rééd. 2007
- La Onzième Souris verte, École des loisirs, 2005
- Le dixième lapin blanc, École des loisirs, 2016
- La neuvième loutre bleue, Le Muscadier, 2021

#### Adultes
- Le squelette éparpillé , Éditions du Jasmin, 2013

### Série policière- Les aventures de Patrice Bergof
- Punch au sang, (ill. Tina Mercié), Gallimard, Série noire no 2075, 1986
- Les Fous de Scarron, Librairie des Champs-Élysées, Le Masque no 1998, 1990 (Prix du roman policier - Cognac 1990)
- Le Mal des fleurs, Baleine, coll. Canaille revolver, 1998

### Poésie

#### Jeunesse
- Fleurs de Carmagnole, (Coll. l'Enfant la poésie), Ed. Saint-Germain-des-Près, 1978
- Grimaces et Malices , (ill. Lise Le Cœur), (Coll. Chanterime), École des loisirs, 1981
- Poèmes en clé de scie pour les enfants en cage , Utovie, 1982
- Poèmes tricotés main pour les enfants chamaille, Utovie, 1982
- Des rires de chiendent, (ill. Lionel Andeler), (Coll. Anthologie poche 2001), 1984
- Concerto pour palette et rimes, École des loisirs, 1993
- Le chat de mon école marque toujours midi , (ill. Antonin Louchard), (Coll. D'enfance), Lo Païs, 2002
- Comme une pivoine , (ill. Anne Buguet) (poésie), (Coll. Pays d'enfance), Ed. du jasmin, 2008

#### Ados
- Drôleries , (dessins d'Olivier Latik), Ed. L'Edune, 2011
- Rrose des Temps, Éditions Henry des Abbayes, 2016

#### Adultes
- Éléphantasmes, (Coll. Manuscrits), M. Cosem, 1981
- Les oiseaux étranglés (ill. Amor), G. Chambelland, 1973
- Le Petit Ça sauvage , Le Castor astral, 1975
- Raciner, Didier-Michel Bidart, 1977

### Theâtre

#### Jeunesse
- Le Marchand de mémoire , mis en scène par Annie Vergne, créé en février 1987, à Paris, par le Guichet Montparnasse. Publié par Hachette (Coll. Bibliothèque rose), 1988
- Petit Chaperon rouge et Les explo-rateurs, (Coll. Premiers rôles), Retz, 2007
- La chose qui mangeait les rêves, créé en juillet 1990, aux Cénomanies du Mans, par les enfants de la Compagnie de l'Abreuvoir, (non publié)
- La pierre qui rêve, mis en scène par Frédérique Poslaniec, créé en avril 2002, au Mans, par Théâtre tout terrain, (non publié)
- Le tigre et la fée, in Dominique Négrier (dir.), Pièces pour monstres et sorcières, (Coll. Expression théâtrale), Retz, 2003
- Charlie et la souris, 2020, (non publié)

#### Ados
- La nuit du long couteau, mis en scène par J.F. Le Garrec, créé en mai 1990, au Festival du Crime de Saint-Nazaire, (non publié)
- Le roi Oslo 1er, créé en juin 1995 par l'atelier-théâtre du collège de Malesherbes, (non publié)

#### Adultes
- Adieu Agatha ! , mis en scène par Alain Vérane, créé en janvier 1989, à Paris, par le Guichet Montparnasse. Publié par L'avant-scène théâtre, 1989
- La belle échappée, mis en scène par Jean-François Cochet, créé au Mans, en juillet 1996, par Théâtre en actes,(non publié)
- Samedis, dimanches et fêtes, mis en scène par Jacques Clancy, créé en novembre 1998 au Théâtre du Lucernaire, par Palomino Théâtre, (non publié)
- Du rififi à Savigny, mis en scène par Frédérique Poslaniec, créé en juin 2002 par le CACS de Savigné-l’Évêque (non publié)
- Dix rires, 2009, (non publié)
- Le temps bourrin, One horse show, mis en scène par Jacques Grange, créé à Moncé en Belin (72), par le Théâtre du souffleur, en 2011, (non publié)

### Anthologie

#### De poésie (jeunesse)
- Le Coffret d'Aladin : 80 poèmes d'auteurs contemporains, maternelles et début du primaire, École des loisirs, 1975
- Tire-lyre I, École des loisirs, 1977
- Tire-lyre II, École des loisirs, 1978
- Poèmes vitraux : pour introduire à la poésie, École des loisirs, 1981
- Adolescence en poésie, présenté par Christian Poslaniec, (Coll. Folio junior), Gallimard, 1982
- Poèmes tout frais pour les enfants de la dernière pluie, (Coll. Accents), Scandéditions-La Farandole, 1993
- Tirelyre : l'art et la manière (album), École des loisirs, 2004
- Enfantaisie : 33 poèmes à lire et à entendre , par Bruno Doucey et Christian Poslaniec, Sous la lime, 2012

#### De contes et poésie (jeunesse et ados)

##### Collection "Contes et poèmes du monde entier", avec Réjane Niogret
- Le canari m'a dit, contes et poèmes d'Afrique (ill. Sandra Poirot Cherif), Le Temps des Cerises, 2017
- Fédia et les petits jaseurs de la taïga, contes et poèmes des pays slaves (ill. Sandra Poirot Cherif), Le Temps des Cerises, 2018
- Ti tambour rouge et Manman Dlo, contes et poèmes des Caraïbes, (ill. Sandra Poirot Cherif), Le Temps des Cerises, 2019
- Les 15 dragons de Jade, contes et poèmes de pays d'Asie, (ill. Sandra Poirot Cherif), Le Temps des Cerises, 2021

#### De poésie (adultes)
- Poésie-écologie : la colère verte, (Coll. Poésie I), Ed. Saint-Germain-des-Près, 1981
- Duos d'amour : anthologie des plus beaux poèmes amoureux , présentation Christian Poslaniec, préface de Jean-Pierre Siméon et Bruno Doucey, Seghers, 2007
- Je est un autre : anthologie des plus beaux poèmes sur l'étranger en soi , présentation par Bruno Doucey et Christian Poslaniec, Seghers, 2008
- En rires : poèmes d'humour pour en voir de toutes les couleurs , avec la collaboration de Esther Bellet , préface de Bruno Doucey, Seghers, 2009
- Outremer : trois océans en poésie , anthologie établie par Christian Poslaniec et Bruno Doucey, Éditions Bruno Doucey, 2011 (Grand Prix du livre insulaire Ouessant 2011)
- Les Voix du poème , anthologie établie par Christian Poslaniec et Bruno Doucey, Éditions Bruno Doucey, 2013
- La poésie au cœur des arts, anthologie établie par Christian Poslaniec et Bruno Doucey, Éditions Bruno Doucey, 2014 ; et blog Poesieaucoeurdesarts.fr réalisé par Réjane Niogret, Christian Poslaniec, Franck Queyraud, Robinson Christmann, 2014
- L'insurrection poétique. Manifeste pour vivre ici , anthologie établie par Christian Poslaniec, Bruno Doucey et Réjane Niogret, Éditions Bruno Doucey, 2015
- Bris de vers. Les émeutiers du XXe siècle , anthologie établie par Christian Poslaniec, Bruno Doucey et Réjane Niogret, Éditions Bruno Doucey, 2016
- 120 nuances d'Afrique , anthologie établie par Christian Poslaniec, Bruno Doucey et Nimrod - Éditions Bruno Doucey, 2017

#### De nouvelles (ados)
- Histoires douces amères de Maupassant, École des loisirs, 1981
- Neuf contes et nouvelles de Guy de Maupassant, École des loisirs, 1981
- Histoires fantastiques de Guy de Maupassant, École des loisirs, 1982
- Le Train perdu et autres histoires mystérieuses , (ill. Serge Hochain), (Coll. Medium poche), École des loisirs, 1986
- D'étranges visiteurs, histoires de science-fiction, (Coll. Medium poche), École des loisirs, 1991
- Il était arrivé quelque chose et autres histoires insolites, (Coll. Medium poche), École des loisirs, 1996
- Crimes parfaits, (Coll. Medium), École des loisirs, 1999
- Mystérieux Délits, (Coll. Medium), École des loisirs, 2003
- Revenants et diableries, (Coll. Classiques), École des loisirs, 2017
- D'étranges visiteurs (réédition augmentée), (Coll. Classiques), École des loisirs, 2018
- Robots et chaos, (Coll. Classiques), École des loisirs, 2018
- Épouvante, (Coll. Classiques), École des loisirs, 2021

## Traductions et adaptations
- Le Petit Chaperon rouge , (ill. Edward Gorey), (Coll. Lutin poche), École des loisirs, 1981
- Bonsoir lune, (de Margaret Wise), École des loisirs, 1981
- Comment la Terre est devenue ronde , (de Mitsumasa Anno), École des loisirs, 1982
- Fabliaux du Moyen Âge adaptés pour le théâtre, (avec R. Boudet), École des loisirs, 1982
- Gargouilligouilla , (ill. Edward Gorey), (Coll. Lutin poche), École des loisirs, 1982
- Fabliaux du Moyen Âge, (adaptation),(avec Robert Boudet), (Coll. Medium poche), École des loisirs, 1983
- Cochontines (d'Arnold Lobel), École des loisirs, 1984
- Madeleine (de Ludwig Bemelmans), École des loisirs, 1984
- Yaourtu la tortue (de Docteur Seuss), École des loisirs, 1985
- Le plus vantard (de Docteur Seuss), École des loisirs, 1986
- Farces et fabliaux du Moyen Âge adaptés pour le théâtre (adaptation), (avec Robert Boudet), (Coll. Medium poche), École des loisirs, 1986
- Le roman de Renart adaptés pour le théâtre (adaptation), (avec Robert Boudet), (Coll. Medium poche), École des loisirs, 1986
- Le noël de Madeleine (de Ludwig Bemelmans), (avec Michèle Poslaniec), École des loisirs, 1987
- Le Roman de Renart , (adaptation), (ill. François Crozat), (album), Milan, 1997
- Gargantua de François Rabelais, (album), traduit et adapté de l'ancien français par Christian Poslaniec (ill. Ludovic Debeurme), Milan, 2004
- Jack et le Haricot géant de Joseph Jacobs, (ill. Sébastien Mourrain), (album), Milan Jeunesse, 2008
- Sept Milliards de visages de Peter Spier, traduit de l'américain par Christian Poslaniec, École des loisirs, 2009 (1re traduction : Quatre milliards de visages, 1981)
- John Brown, Rose et le chat de minuit (de Jenny Wagner), « ill. Ron Brooks), Il était deux fois, 2009
- Un train passe (de Donald Crews), Il était deux fois, 2009